# I. Mehmed Giráj krími kán
I. Mehmed Giráj (krími tatár: I Mehmed Geray, ١ محمد كراى), (1465 – 1523 októbere) krími tatár kán.

## Vezír
Mehmed I. Mengli Giráj krími kán legidősebb fia volt. 1507-ben apja kinevezte kalgának (vezírnek). Ugyanabban az évben elkísérte apját egy orosz fosztogató portyára a litvánokkal szövetségben. Mikor elérték a határvidéket, tudomásukra jutott hogy a nogájok a Krím ellen készülnek. Mengli kán a fősereget visszafordította, a többit pedig Mehmedre bízta. Mehmed azonban leesett a lováról és megsérült, ezért néhány kisebb csetepaté után ő is visszafordult. 
1509-ben a nogáj Agis bej szervezett újabb hadjáratot a Krím ellen. Mengli Giráj minden csapatát összegyűjtötte (állítólag 250 000 embert) és Mehmed parancsnoksága alatt a nogájok ellen küldte. A krímieknek akkor sikerült rajtaütni a nogáj seregen amikor azok éppen átkeltek a Volgán és nagy győzelmet arattak. 1510-ben Mehmed újabb sikeres hadjáratot vezetett a nogájok ellen.

## Krími kán
Apja halála után 1515-ben Mehmed Giráj lett a kán. Öccsét, Ahmed Girájt tette meg kalgának, aki azonban hamarosan fellázadt ellene. 1519-ben Mehmed legyőzte és kivégeztette Ahmedet, a kalga címet pedig fiának, Bahadur Girájnak adományozta. Mikor Bahadur 1523-ban Asztrahán kánja lett, a kalga címet Mehmed másik fia, Alp Giráj kapta.
Mehmed Giráj aktív külpolitikát folytatott. Miután apja szétzúzta a Nagy Hordát, az Arany Horda utódát, Mehmed szerette volna a hatalmi vákuumot a krími kánsággal kitölteni. 1519-ben a kazahok keletről rátörtek a nogáj tatárokra, akik a krími kánnál kerestek védelmet. 1521-ben azonban meghalt Kászim kazah kán és a nogájok legyőzve a vezér nélkül maradt kazahokat, visszatelepültek régi, Volga és Emba folyó közti szállásterületükre. A hűségesküjüket azonban megtartották és a krími kán keleten egészen a Volgáig kiterjeszthette felségterületét. Mehmed 1521-ben a kazanyi kánság élére állította öccsét, Szahib Girájt; ezután közösen támadtak rá a moszkvai nagyfejedelemségre. III. Vaszilij kénytelen volt akkora adót fizetni a tatároknak, mint azelőtt az Arany Hordának fizettek.
1523-ban Mehmed elhatározta, hogy elfoglalja az asztraháni kánságot; a hadjáratba bevonta a nogájokat is. Asztrahany harc nélkül megadta magát. A sikeres hódítás után azonban a nogájok kicsalták a városból Mehmedet és asztraháni kánná kinevezett Bahadir fiát, és megölték őket. Ezután a nogájok végigpusztították a krími kánság egész területét, de városok ostromába nem bocsátkoztak. Mehmed utóda a trónon fia, I. Gázi Giráj lett.

## Fordítás
Ez a szócikk részben vagy egészben  a(z)   Мехмед I Герай című orosz Wikipédia-szócikk ezen változatának fordításán alapul.  Az eredeti cikk szerkesztőit annak laptörténete sorolja fel. Ez a jelzés csupán a megfogalmazás eredetét és a szerzői jogokat jelzi, nem szolgál a cikkben szereplő információk forrásmegjelöléseként.
| Előző uralkodó: I. Mengli Giráj | Krími kán 1515 – 1523 | Következő uralkodó: I. Gázi Giráj |